# ヤークトパンター
ヤークトパンター（Jagdpanther）は第二次世界大戦中にナチス・ドイツで開発された駆逐戦車である。火力・防御力・機動力が高く、また他のドイツ重駆逐戦車に比較して信頼性に優れ、総合的にバランスのとれた装甲戦闘車両であった。

## 開発経緯
本車はパンター戦車の車体を利用し、前面装甲および側面上部を上方へ延長して戦闘室を構築、ここにパンターよりも口径の大きいPak43/3 88mm砲を搭載した。これはティーガーIの主砲であるKwK 36と同じ口径だが、砲身長が71口径となり貫徹力が上がっている。エンジン、走行装置などはパンターとほぼ同一である。こうした駆逐戦車が要求される前段階として、ドイツ国防軍は自動車牽引型の対戦車砲に対して機動力に不満を持ち、実用性の高い自走砲形式の戦闘車輛を要求したことが挙げられる。
陸軍兵器局は1942年8月3日に、新型のパンター戦車の車体に新規の8.8cm対戦車砲を組み合わせることを提案した。この時の量産予定は1943年7月であった。クルップ社に開発が要請されたものの、同社はIV号戦車の車体に88mm砲を搭載する作業に従事しており、1月までに設計図を作成することは無理であった。そこで10月にダイムラー・ベンツ社へ開発作業が移され、1943年夏には車輛を製造することを目標とした。クルップ社は、設計の支援及び主砲と砲架の開発に当たった。ダイムラー・ベンツ社の設計はパンターIIの車体を基として行われ、1943年1月には技術的な詳細が決定された。しかし1943年5月にはパンターIIの製造計画が中止され、8.8cm重突撃砲はパンターIの車体を利用して製造されることになった。改良点の変更は迅速に行われた。1943年5月24日、ダイムラー・ベンツ社からMIAG社に製造が引き継がれた。パンターIIの設計によって改良すべき点はパンターの車体にも引き継がれ、改良済みの量産型車体は9月に工場で製作された。1943年6月、ダイムラー・ベンツ社は「71口径8.8cm砲搭載パンター中駆逐戦車」のモックアップを完成させ、MIAG社はこれを参考とした。試作車輛は1943年10月にMIAG社で完成し、11月には試作2号車が完成した。

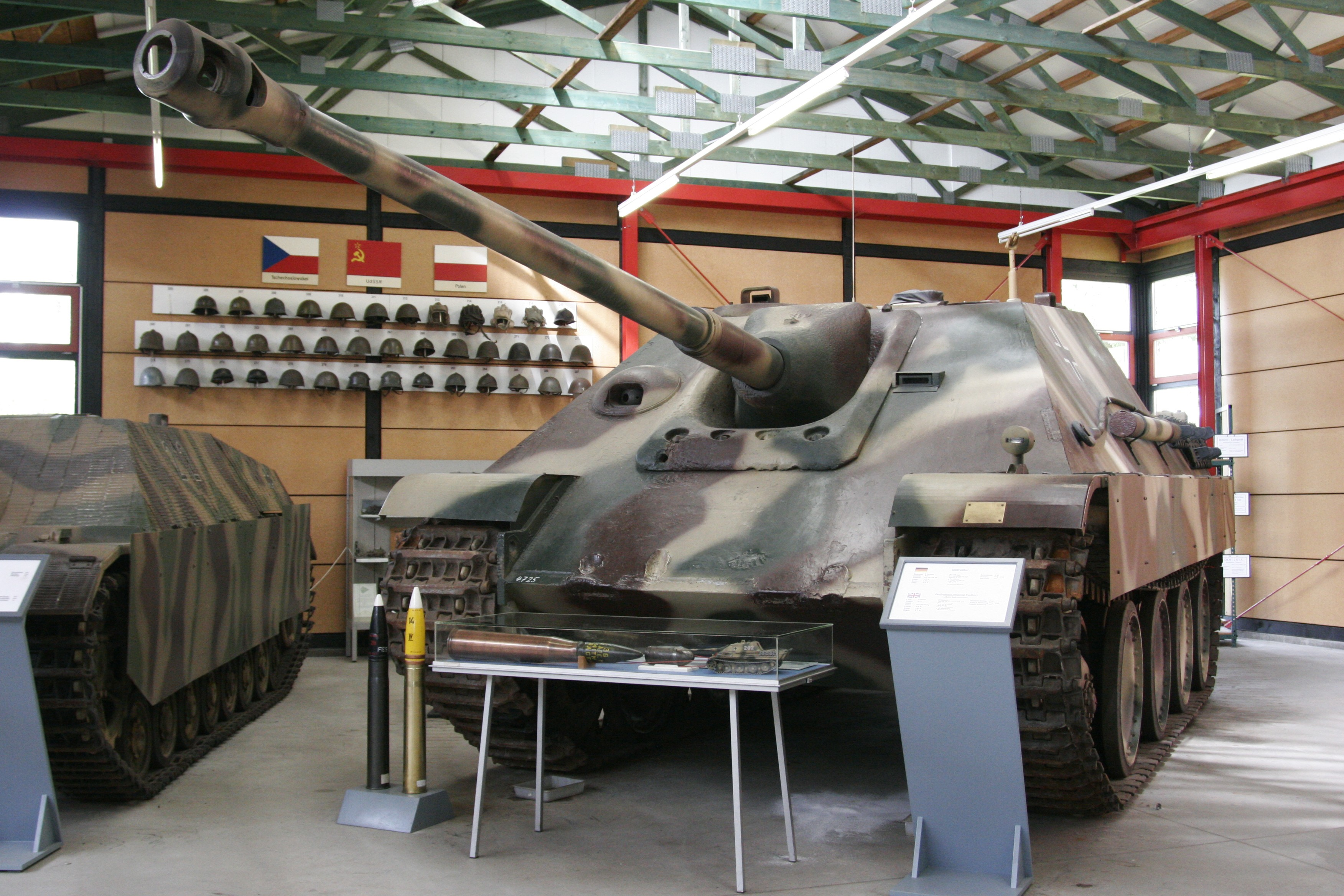
ムンスター戦車博物館の後期型

量産当初は毎月5輌から10輌程度が細々と生産された。製造遅延の大きな原因は変速機、操向変速機、そして駆動系統の強化であった。さらにMIAG社の労働力の不足と空襲も遅延の原因となった。1944年11月にはMNH社（ニーダーザクセン・ハノーファー工機製作所）とMBA社（マシーネンバウ・ウント・バーンベダルフ社）が生産に加わり、この状況は改善された。しかし最高生産数は1945年1月の72輌であり、以後は数10輌のペースで生産が進んだものの、連合国の車輛生産数には到底抗し得るものではなかった。生産数は1944年1月～1945年4月の間にMIAG、NMH、MBA各社により計415輌と、比較的少数に終わった。

## 構造

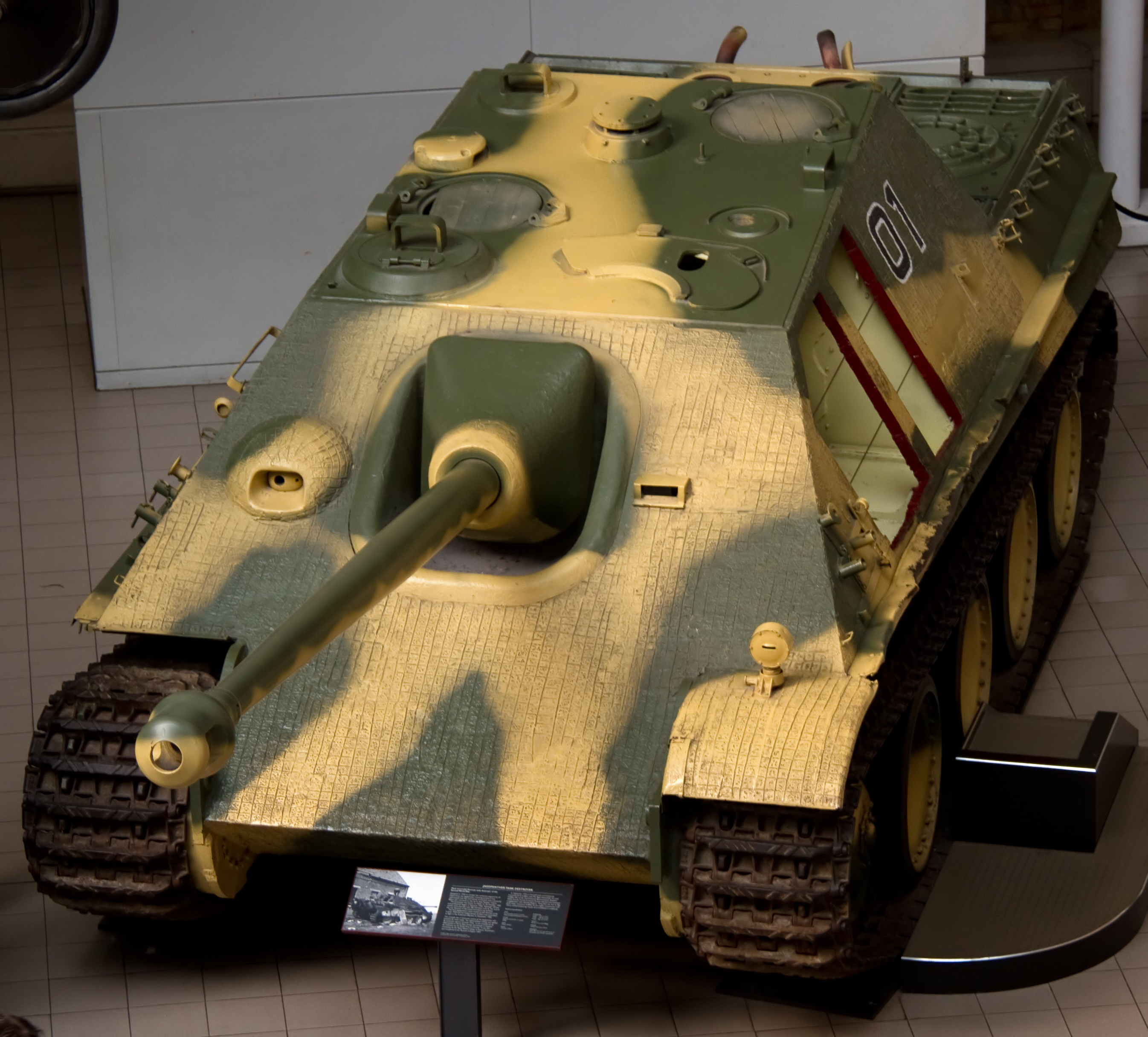
上面。

本車は駆逐戦車であり砲塔を搭載しない。車体後部に機関室、車体中央部に避弾経始に優れる戦闘室、車体前部に変速機、操向変速機と88mm主砲を配する。動力は後部機関室内のガソリンエンジンから床下のカルダンシャフトを介して車体前部の変速機へ通じ、ここで減速された後に操向変速機で左右の起動輪へと配分される。搭乗員は5名であった。車体前部、後方からみて左側に運転手が搭乗し、変速機を挟んで右側には前方機銃手兼無線手が搭乗した。戦闘室中央部、後方からみて主砲の左側には砲手が搭乗し、砲を操作する。ほか、装填手と車長が搭乗した。乗車用ハッチは3カ所に設けられた。指揮官の真上、装填手の左側、戦闘室後部である。
主砲は防楯をつけたうえで前面装甲板に装甲カラーを介して搭載された。この装甲カラーは初期型と後期型が存在する。初期型の装甲カラーは戦闘室内部で装甲板とリベット接合しており、取り外すためには狭い車内で作業する必要があった。後期型の装甲カラーは上下をそれぞれ4本のボルトで外部から接合したものに変えられた。この変更によって、カラーを外した際の前面装甲板の開口部が広がり、変速機と操向変速機の交換作業が円滑になった。主砲の砲身は戦闘室後部のハッチから抜き出し、防楯と装甲カラーを取り外すことで、開口部から変速機と操行変速機を取り出すことができた。初期型に比べ後期型は交換作業が楽に行えるようになり、整備上有利となった。
主砲に取り付けられた照準器はペリスコープ式のSfl.ZF1型であり、天井から照準器の頂部が突出し、視界を得ていた。主砲と連動して照準器が左右に動くため、天井にはこの作動部分を確保するために穴が開かれた。この開口部分に沿ってレールが設けられ、スライド式の装甲板がつけられている。車長用の偵察装置にはカニ目型の砲隊鏡のほか、ペリスコープが用意された。天井部分には硝煙を換気するためのベンチレーターが付けられた。ヤークトパンターにはIII号突撃砲のような司令塔が設けられておらず、代わりに回転式のペリスコープ、側方に固定されたペリスコープが設けられている。ヤークトパンターは生産中も細部の改良が続けられており、例えば操縦席前面のペリスコープ部分など、12種類もの形状の違いが確認できる。また機関部上面のレイアウトは当初パンターA型に準じていたが、途中からG型に準じたものに変更され、それぞれの長さの違いから戦闘室後部の傾斜角度が異なっている。前者はヤークトパンターG1型、後者はヤークトパンターG2型と分類された。
低い姿勢の固定式戦闘室に強力な主砲の組み合わせの駆逐戦車というコンセプトは、戦後の西ドイツのKJPz.4-5カノーネや、ソビエト連邦のSU-122-54などに受け継がれている。

## 攻撃力

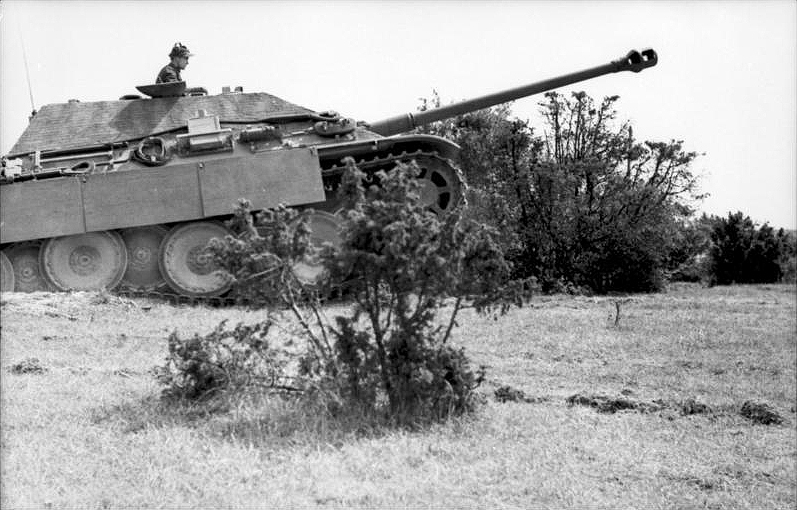
フランス戦線でのヤークトパンター（1944年）

主砲には71口径8.8cm戦車砲を搭載した。これはパンターに搭載された70口径7.5cm戦車砲 (7.5cm KwK42 L/70) を上回る威力を持つ。同じ砲を搭載するティーガーII同様、本車にも肉厚の1ピース型砲身の初期型と、軽量化され生産性・整備性の良い2ピース型の後期型砲身を搭載した車輛が存在した。搭載弾薬数は57発または60発である。射界は左右22度、俯仰角マイナス8度からプラス14度であった。射程は仰角15度で9350m、発射速度は毎分6から8発であった。
8.8cm KwK43/L71は、被帽徹甲弾（8.8cmPzGr39/43）、合成硬核徹甲弾（8.8cmPzGr40/43）、榴弾（8.8cmSprGr43）、対戦車榴弾（8.8cmHlGr39）を使用できた。弾頭重量10.16kgの被帽徹甲弾は初速1000m/sで射出された。垂直に立てられた鋼板に対する貫通性能は2,000mで154mm、1,500mで170mm、1,000mで186mm、500mで205mmである。また弾頭重量7.5kgの合成硬核徹甲弾は初速1130m/sで射出された。垂直に立てられた鋼板に対する貫通性能は2,000mで175mm、1,500mで205mm、1,000mで233mm、500mで270mmである。対戦車榴弾はすべての射程において90mmの貫通性能を発揮した。これを連合国側の配備した主力戦闘車輛の前面装甲と対照するならば以下の結果となる。
- T-34-85の前面装甲を距離2,800mから射貫。
- KV-85の前面装甲を距離3,000mから射貫。
- IS-2の前面装甲を距離2,300mから射貫。
- クロムウェル巡航戦車の前面装甲を距離3,500mから射貫。
- チャーチル歩兵戦車の前面装甲を距離3,500mから射貫。
- M4A2シャーマン75mm砲型の前面装甲を距離3,000mから射貫。
- M4A4シャーマン76mm砲型の前面装甲を距離3,000mから射貫。

（貫通データは衝角60度、正面射撃を対象にして算出したもの）
走行時は床に固定された主砲固定フックを起こし、これを砲尾にかけて固定する。砲は仰角7度で固定された。固定しないままの走行時には砲身が大きく揺れ、操砲用のギアに大きな力を加えて損傷や精度の狂いなどの問題が発生した。
車体前面の、後方からみて右側には7.92mmMG34機関銃をボールマウント式銃架（生産時期により形状が微妙に違う三種類がある）に装備した。弾数は600発である。前面装甲は最大80mmだが、車体と戦闘室が一体化した避弾経始のよい設計になっていたため、実際の装甲防御力はさらに大きかった。
ほか、天井部分に自衛用の旋回式近接防御兵器が搭載された。これは26mmの榴弾を投射する。車内にはMP40を2挺、銃弾384発を携行した。

## 防御力

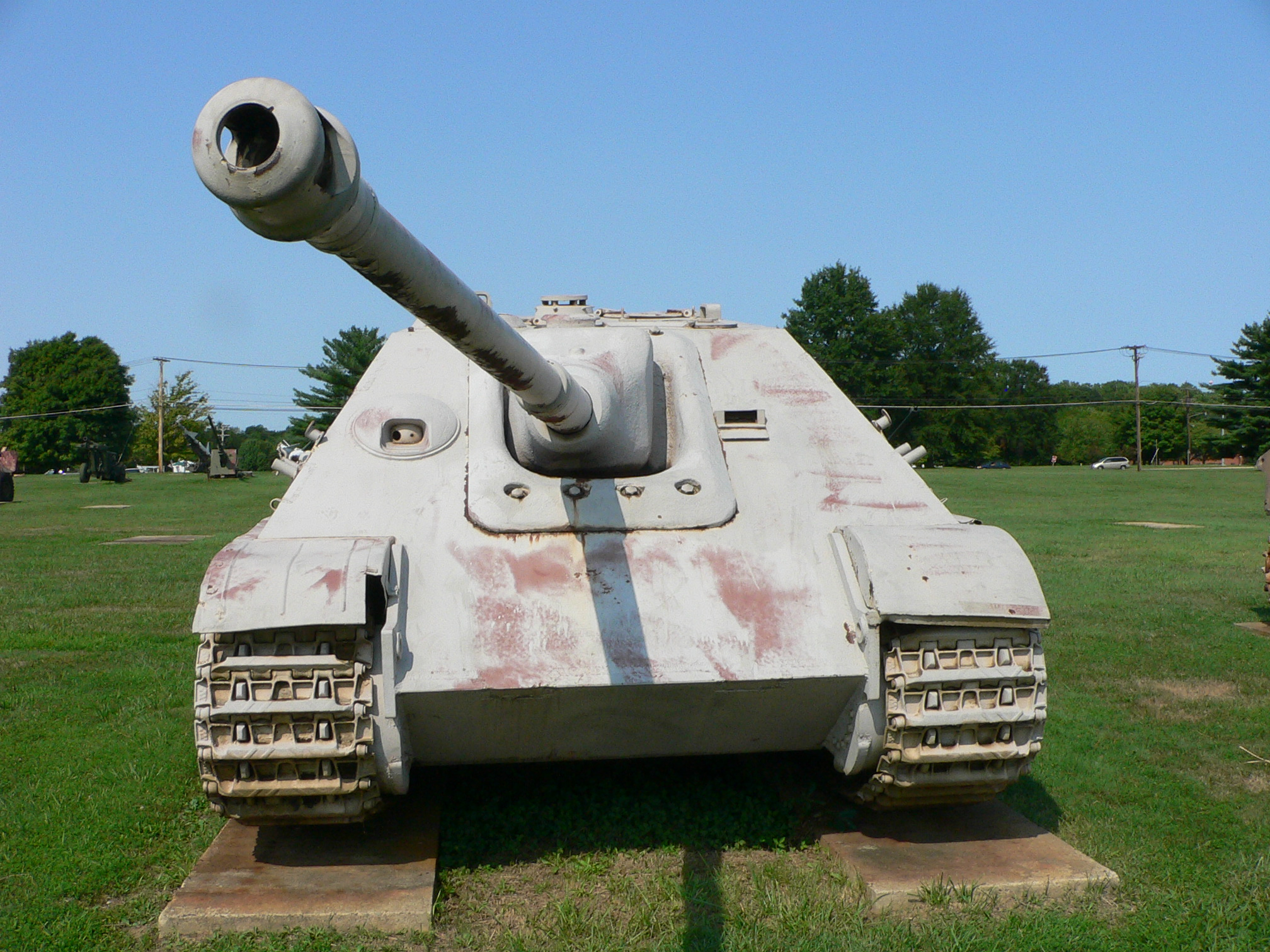
正面

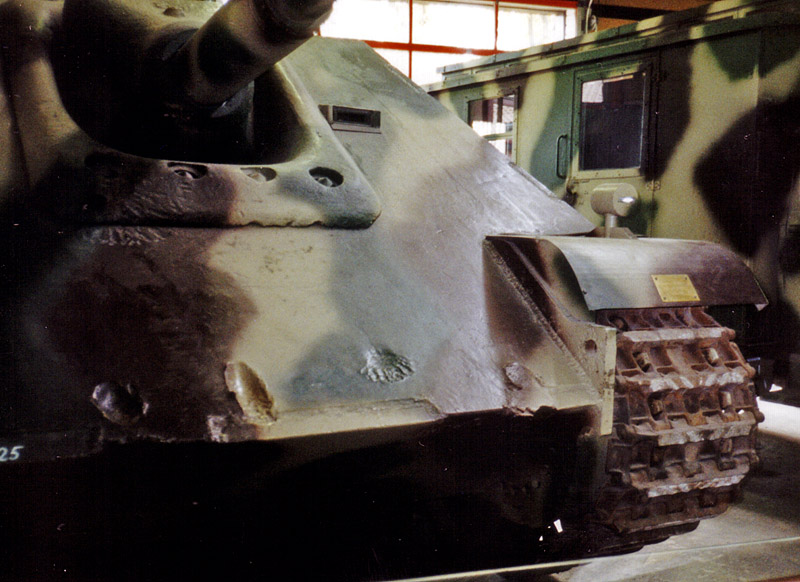
前面装甲の被弾痕。貫通したものは無い。

本車は避弾経始に優れた設計を実現している。前面上部装甲はパンター譲りの80mm鋼板を地面に対し30度の角度で配置し、命中弾を弾きやすくし、また弾道上の装甲の厚みを160mmに増やしている。前面下部装甲は地面に対し35度で配置され、この厚みは50mmである。側面装甲は側面上部が50mmの厚みを持ち、水平に対して60度に傾いている。走行装置の取り付けられている側面下部は40mmの厚みを持ち、鉛直に立てられている。車体後部は戦闘室後部が40mmの厚みを持ち、水平に対し55度の角度を持っている。機関室後部は40mm厚で、地面に対して60度に配置された。天井は25mm厚、床板は16mm厚の装甲板が用いられている。
本車の持つ正面防御能力に対し、連合軍の配備した主力戦闘車輛の主砲貫通性能を対照すると以下の結果となる。
- T-34-85の85mm砲は貫通不能。
- KV-85の85mm砲は貫通不能。
- IS-2の122mm砲は距離100mから貫通可能。
- クロムウェル巡航戦車の75mm砲は貫通不能。
- チャーチル歩兵戦車の75mm砲は貫通不能。
- M4A2シャーマン75mm砲型の75㎜砲は貫通不能。
- M4A4シャーマン76mm砲型の76.2mm砲は貫通不能。

（貫通データは衝角60度、正面射撃を対象にして算出したもの）
従ってヤークトパンターを撃破するためには側面へ迂回し、側面または後面に命中弾を浴びせる必要があった。幸運な一撃により操縦手のペリスコープに命中させた場合には撃破が期待でき、また履帯、減速器に命中させた場合にはヤークトパンターを停止させることができた。しかしとどめをさすには側面への直撃弾が必要であった。
機関室には自動消火装置が装備された。これは機関室の温度が160度を超えると、消火剤充填ボンベから炭素・塩素・臭素を混合した消火剤が噴射されるものであった。ただし温度検知器の配置不足から、温度のむらのない検出に無理があり、誤作動が多かった。
ザウコフ（豚の頭）型防盾の周囲の主砲架部装甲カラーは、車内からボルトで固定する初期型、外から固定するようになった中期型、ボルト孔周辺部の厚みを増した後期型の三種類が確認できる。またこの砲を（少なくとも試作型では）ザウコフごと十字砲架に載せた固定陣地用の対戦車砲・Pak43/3 Sockellafette（固定砲台）IIaも作られ、実戦で用いられた。

## 機動力
走行装置はパンター戦車のものとほぼ同一である。エンジンにはマイバッハ社製のHL230P30水冷V12ガソリンエンジンを採用した。このエンジンは3,000回転時に700馬力を出力し、全備重量45.5トンのヤークトパンターを時速55km/hで走行させた。航続距離は路上で250km、路外では100kmである。携行燃料は720リットルであり、燃費は路上で1km走行するのに2.8リットルを消費し、路外の場合1km走行するには7リットルを消費した。履帯は片側86枚を連結して構成した。この履帯の幅は660mm、履帯接地長は整地上で3,920cmである。接地圧は0.87kg/平方cmだった。
クラッチは乾式多板である。クラッチ板は3枚重ねられており、エンジンと主変速機との動力の接続と切断を行った。変速機はZF"AK7-200"を使用し、操向変速機は前進7段、後進1段のギアが選択できた。ステアリング方式にはMAN社製のシングルラディアス方式を採用し、旋回半径は10メートルであった。これは遊星歯車機構を用い、大きな旋回半径では片側の履帯の速度を落として対応し、小さい範囲で旋回するには、内側の履帯への動力を切断しブレーキをかけるものである。
懸架装置はダブルトーションバー方式である。これは2本のトーションバーを連結手でつなぎ、ヘアピンのように車体の床下へ横おきにしたもので、工数が増え、床下のスペースを消費して全高を高くする弊害があるが、優れた緩衝能力と大きなサスペンションストロークから高い地形への追従能力を持つ形式である。パンターの場合ねじれ応力のほかに曲げ応力も加わるものの、ドイツの戦車設計は問題なくこれをこなした。さらに転輪が挟み込み式に配置された。
砲塔を搭載しないことから主砲を指向できる射界は左右22度に限定され、この範囲外に敵が現れた場合にはその方向へと車輛ごと旋回する必要があった。このため本車は頻繁な方向転換を余儀なくされ、こうした機動は内部の変速機、操向変速機、あるいは履帯や起動輪などの走行装置に大きな負担をかけた。また長大な砲身と厚く面積の広い前面装甲のためノーズヘビーであることからも起動輪、第一転輪に大きな負担がかかった。パンターに使用された通常の駆動シャフトを本車に使用した場合、平均35kmで異常を起こした。1944年10月28日には減速装置が強化されてこの問題はほぼ克服された。強化された減速装置を装備したヤークトパンターは、故障を起こすことなく400kmから500kmを行動できた。
試験中の初期型などはパンターと同じ履帯の装着の仕方であるが、実戦配備されているヤークトパンターでは、いかなる理由か前後逆に履いている物が多い。

## 名称の変遷
この車輛には制式番号：Sd.Kfz.173の番号があたえられた。また構想当初はパンターシャシーの重突撃砲、パンターの突撃砲などとも呼ばれている。
名称は制式採用後も「8.8cm43式対戦車砲搭載パンターI型車台の戦車駆逐車」、「戦車駆逐車パンター」、「8.8cm43式（71口径）対戦車砲付き駆逐戦車パンター」などと変遷した。1944年4月からは書類上でも制式に 「ヤークトパンター」と呼ばれるようになった。なお「V号駆逐戦車」（ごごうくちくせんしゃ、独：Jagdpanzer V）の呼び方は、わずかに終戦直前の書類の一つで「V号（重）駆逐戦車71口径8.8cm対戦車砲43/3ヤークトパンター」と記されたものが確認できるだけであり、大戦中においては一般的なものではなかった。
ヤークトパンターの名称は、1943年11月29日付けで最終決定されたものであった。1944年2月27日には総統命令によりヤークトパンターと内示名称が決定された。
余談だがヒトラーはこの車両に一目惚れしたらしく、ヤークトパンターと直接命名したのはヒトラー本人であり、「この車両はティーガーⅡ戦車数両の価値がある」と熱弁したという。
なお、田宮模型がプラモデルの商品名としてエルヴィン・ロンメルにちなんで「ロンメル」という名称を用いたため、日本国内ではそのように呼称されることもあるが、あくまでも商品名であり実際にはそのような名称は使われていない。

## 実戦

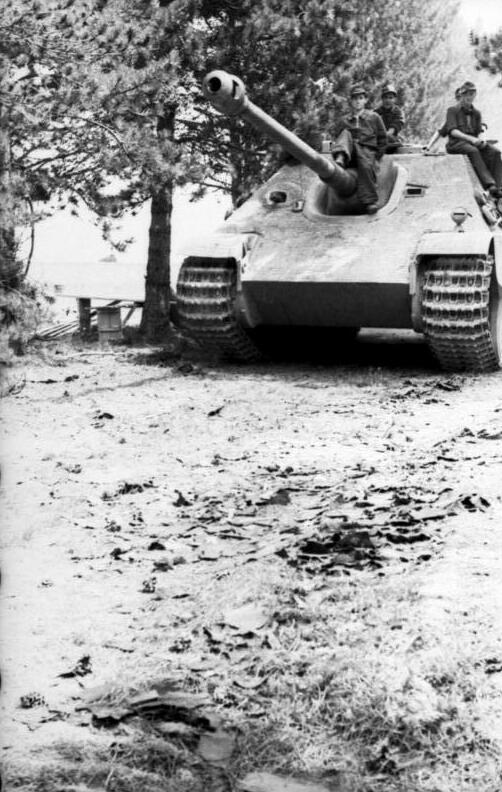
フランスにおけるヤークトパンター（1944年）

新兵器を投入するには定数を満たして集中運用することが望ましいが、ヤークトパンターはそのような原則は無視して戦場へ送られ続けた。ヤークトパンターの配備された時期のドイツ軍は、戦況が日に日に悪化しており、新品の兵器を補充された部隊が即時投入されることは珍しいことではなかった。また兵器への習熟、訓練期間はなく、大部隊を編成し演習を行うことも無理であった。
1944年、まずヤークトパンターは第654（重）戦車駆逐大隊へ配備された。同大隊はそれまで東部戦線でフェルディナント重駆逐戦車を装備して戦っており、戦力の補充のため後送された。次に第559（重）戦車駆逐大隊と第519（重）戦車駆逐大隊が装備を改編した。第560（重）戦車駆逐大隊と第655（重）戦車駆逐大隊がそれにつづいたが、定数を満たすものではなく、その補充も遅々としたものだった。
第654（重）戦車駆逐大隊は西部戦線へ投入され、1944年7月30日の報告では、同大隊は第LXXIV戦車軍団に配属されており、うち3輌のヤークトパンターが、イギリス第6近衛戦車旅団のチャーチル戦車1個中隊を迎撃した。2分間の交戦の後に、チャーチル戦車2個中隊が援軍に現われ、ヤークトパンターは被弾して丘の背後へ後退した。この戦闘ではヤークトパンター2輌が履帯に被弾し、放棄された。チャーチル戦車はこの短い戦闘で11輌の損失を出した。この後の激しい戦闘によって消耗した同大隊は、1944年9月9日、グラーフェンベーア演習場へ補充のため後送されることが決定した。
1944年11月18日、第654（重）戦車駆逐大隊はグラーフェンベーア演習場から再び西部戦線へ鉄道輸送された。11月20日から30日までの連続作戦によってヤークトパンター18輌が失われた。戦果は敵戦車52輌撃破、9輌中破、対戦車砲10門の撃破であった。
第563（重）戦車駆逐大隊は1945年1月20日にアルレンシュタインで編成を行い、21日に終了するや出動となった。同大隊はヤークトパンター18輌とIV号駆逐戦車24輌を装備し、以後10日間の戦闘で敵戦車58輌を撃破した。ヤークトパンターは13輌を失った。この内訳は燃料不足による爆破放棄が8輌、行動不能による爆破放棄が1輌、長期間修理の後に爆破放棄が3輌であり、敵に撃破されたものは1輌のみであった。
1945年1月以降にもなると、ヤークトパンターの敵は敵戦車ではなく、燃料不足、補修部品の不足、初期不良、生産遅延であった。五月雨的に、基準も編成も考慮せず、生産するそばから最寄りの部隊へ配備し、戦場へ即投入するという状況もヤークトパンターの喪失を招いた。適切な補修のないまま分散配置されたヤークトパンターがひとたび故障を起こした場合、回収の手立てはほぼないに等しかった。例としては、SS第12戦車師団の戦車連隊に組み込まれた第560（重）戦車駆逐大隊のヤークトパンターが挙げられる。この車輛は1945年3月8日に故障し、回収作業が行われたのは3月21日であった。回収は連隊固有の戦車を優先して行われ、ヤークトパンターの作業は後回しにされた。また戦車連隊は大隊の事情を無視し、修理の終ったヤークトパンターを逐次不特定の部隊へ割り当てた。こうした戦局の末期的な悪化に伴う組織上の不備と混乱によって、故障を起こし、あるいは燃料の尽きたヤークトパンターはドイツ戦車兵自らの手で爆破放棄されていった。

## 現存車両
- ボービントン戦車博物館 - 後期生産型。終戦後、ハノーファーの生産工場内に未完成状態で放置されていたものを、試験のために王立電気機械工兵（英語版）が組み立てた車両の一つ[22]。
- ダックスフォード帝国戦争博物館 - 初期生産型。ベルギーのヘクテル方面の戦闘で破壊された車両と伝えられ、機関部の左側面に3発の貫通痕がある[23]。以前はロンドン館で展示されていた。
- ムンスター戦車博物館
- コブレンツ国防技術博物館
- クビンカ戦車博物館
- ソミュール戦車博物館
- ジンスハイム自動車・技術博物館
- トゥーン戦車博物館
- アメリカ陸軍兵器博物館

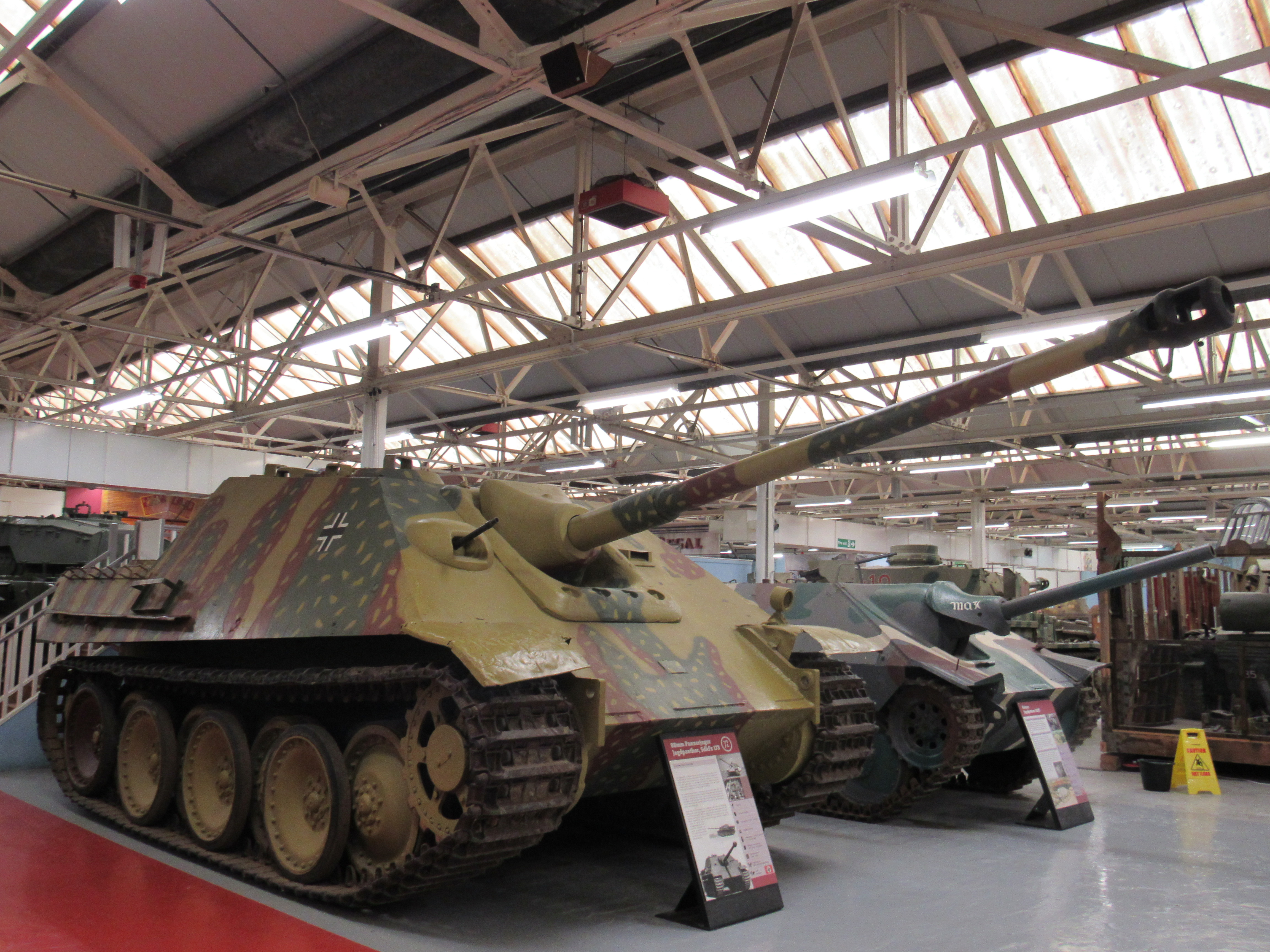
ボービントン戦車博物館の展示車両
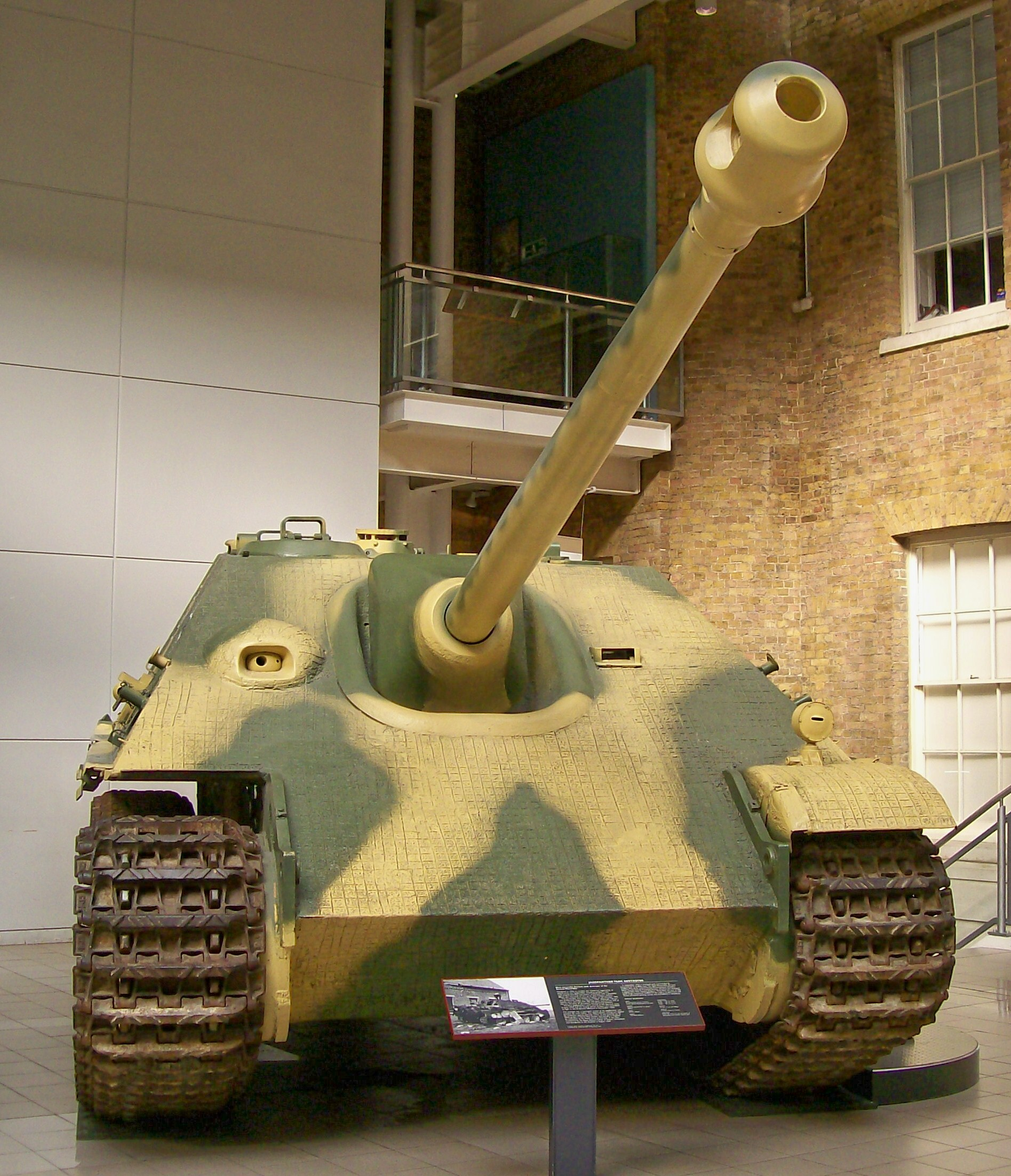
帝国戦争博物館所有車両。写真はロンドン館で展示されていた時のもの。
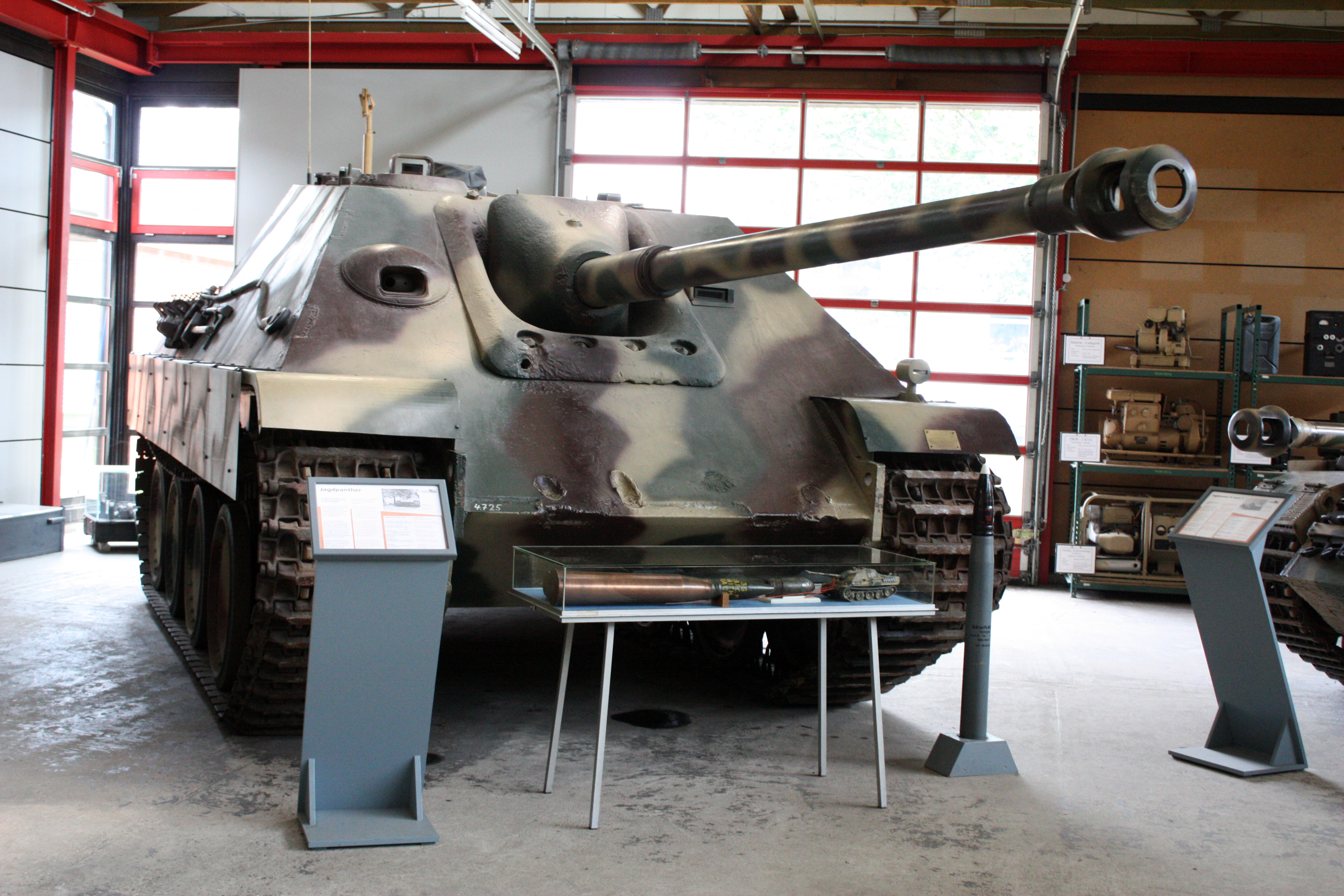
ムンスター戦車博物館の展示車両
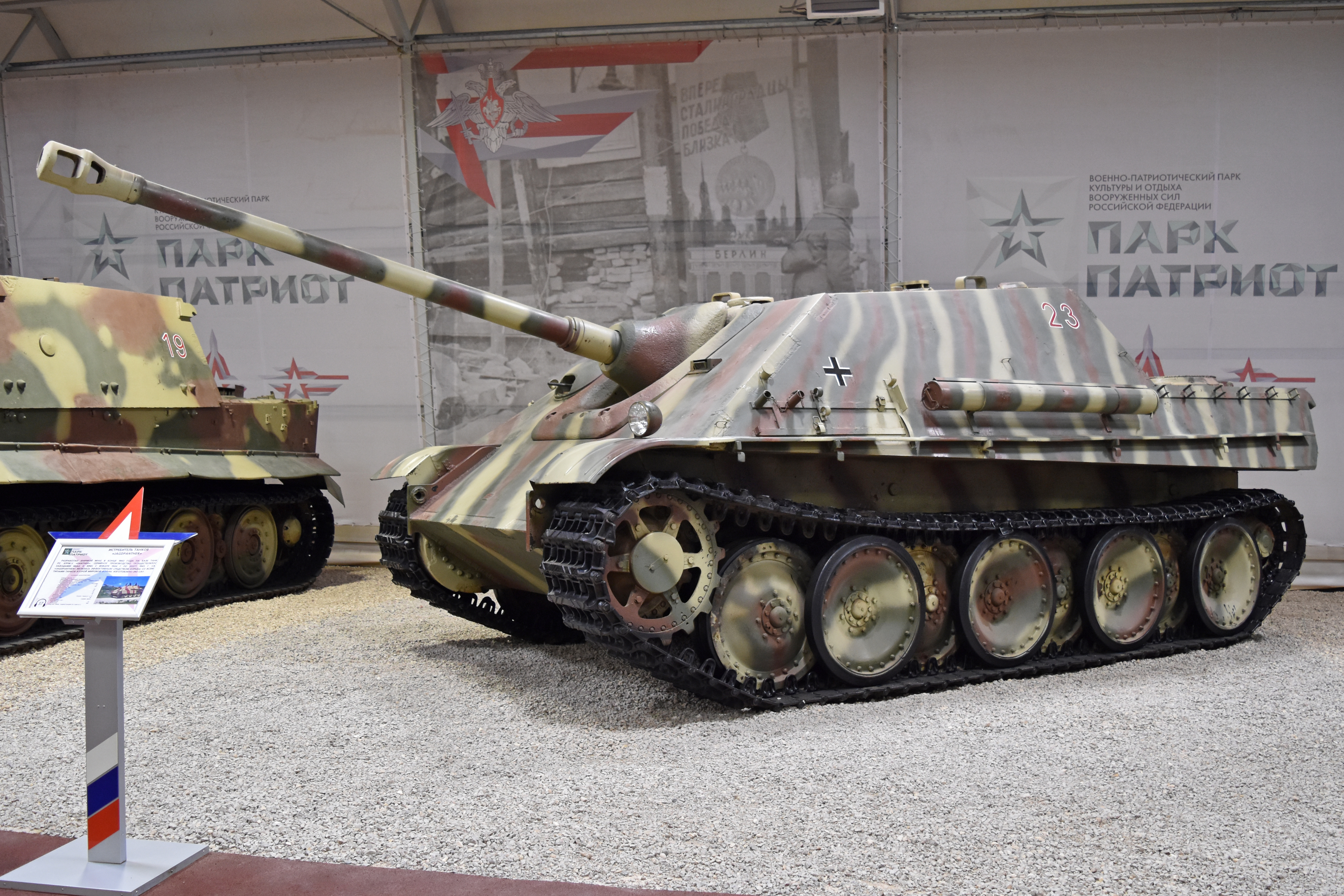
クビンカ戦車博物館のパトリオット・パーク展示車両
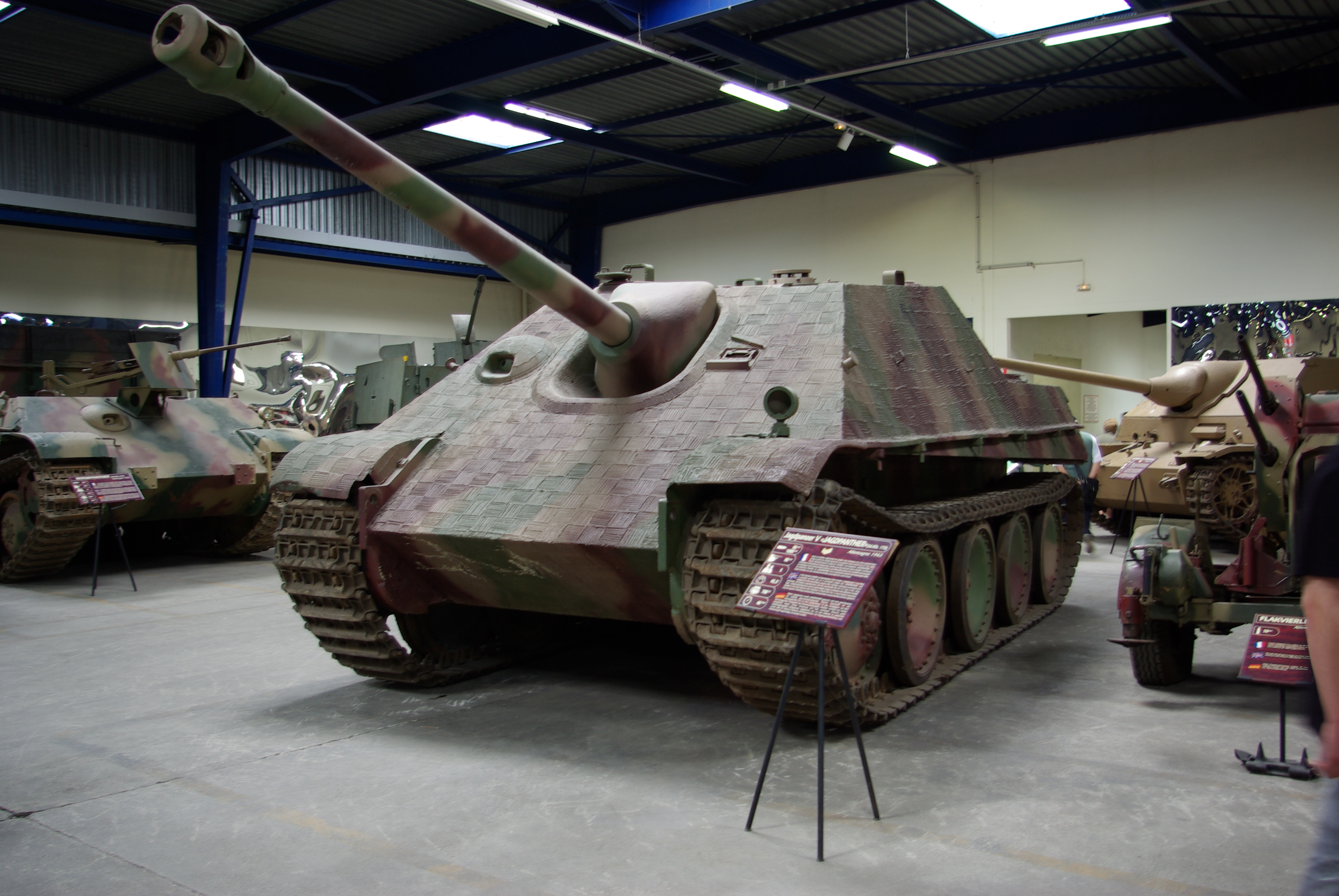
ソミュール戦車博物館の展示車両
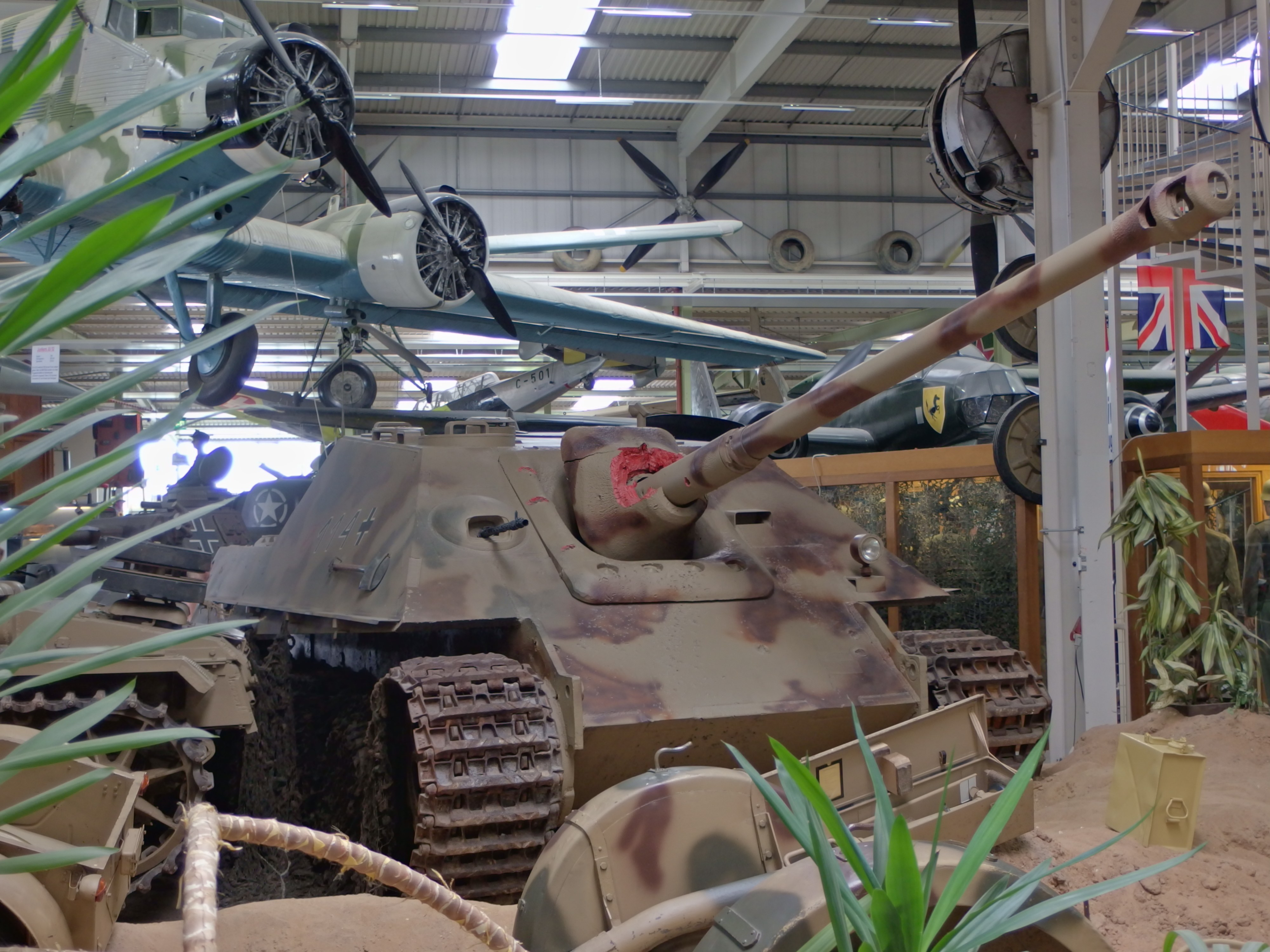
ジンスハイム自動車・技術博物館展示車両
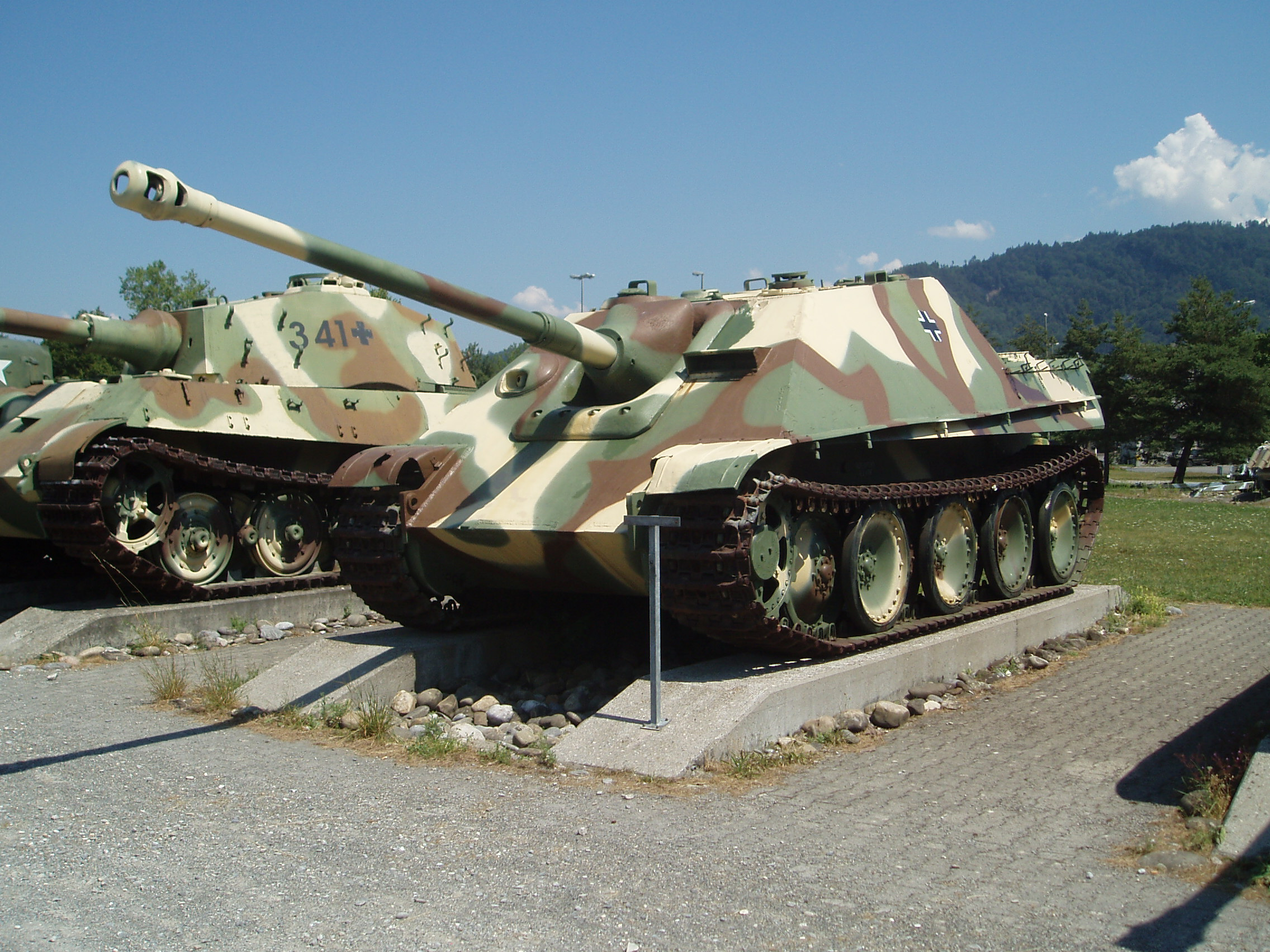
トゥーン戦車博物館展示車両
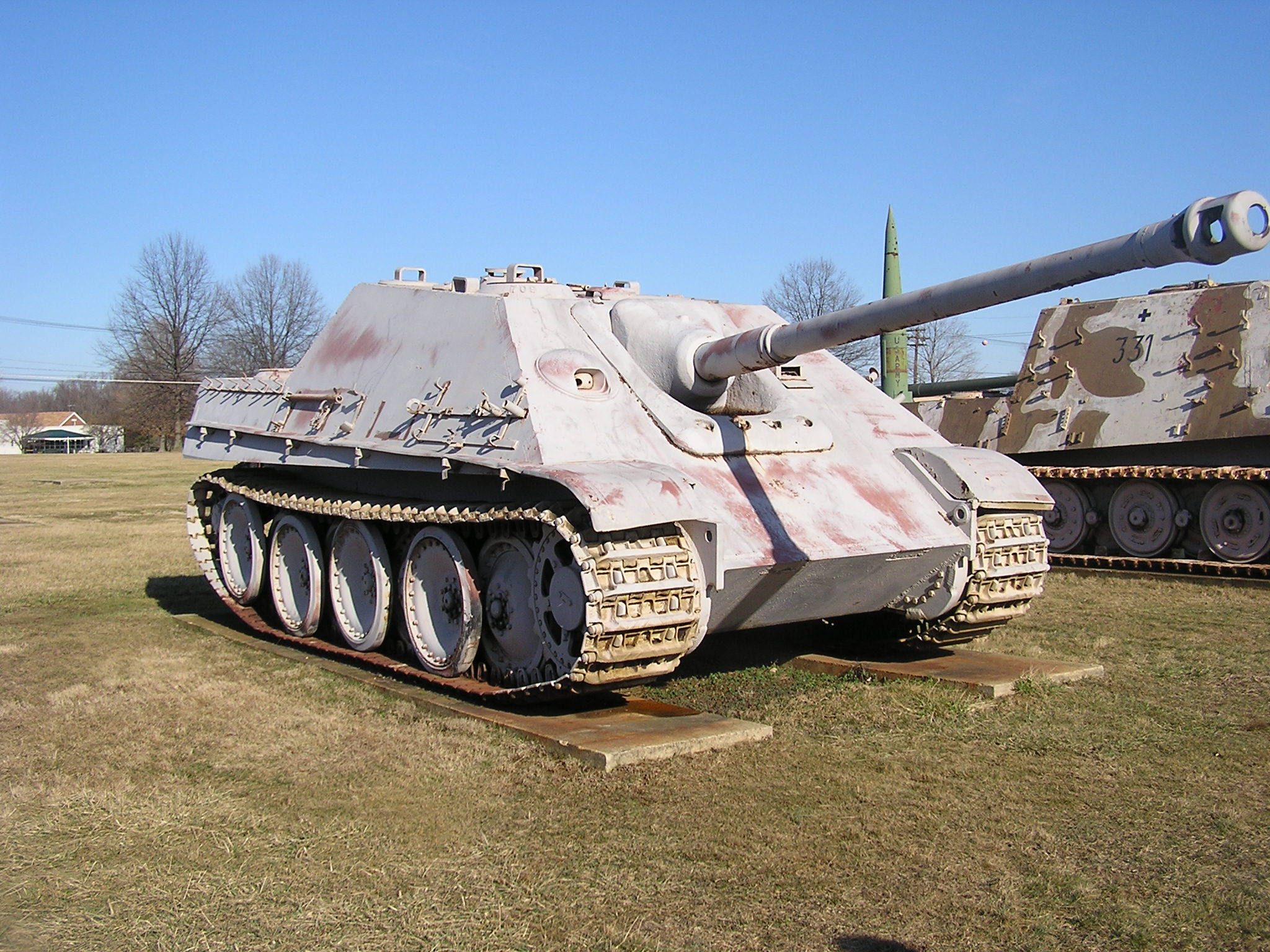
アメリカ陸軍兵器博物館展示車両
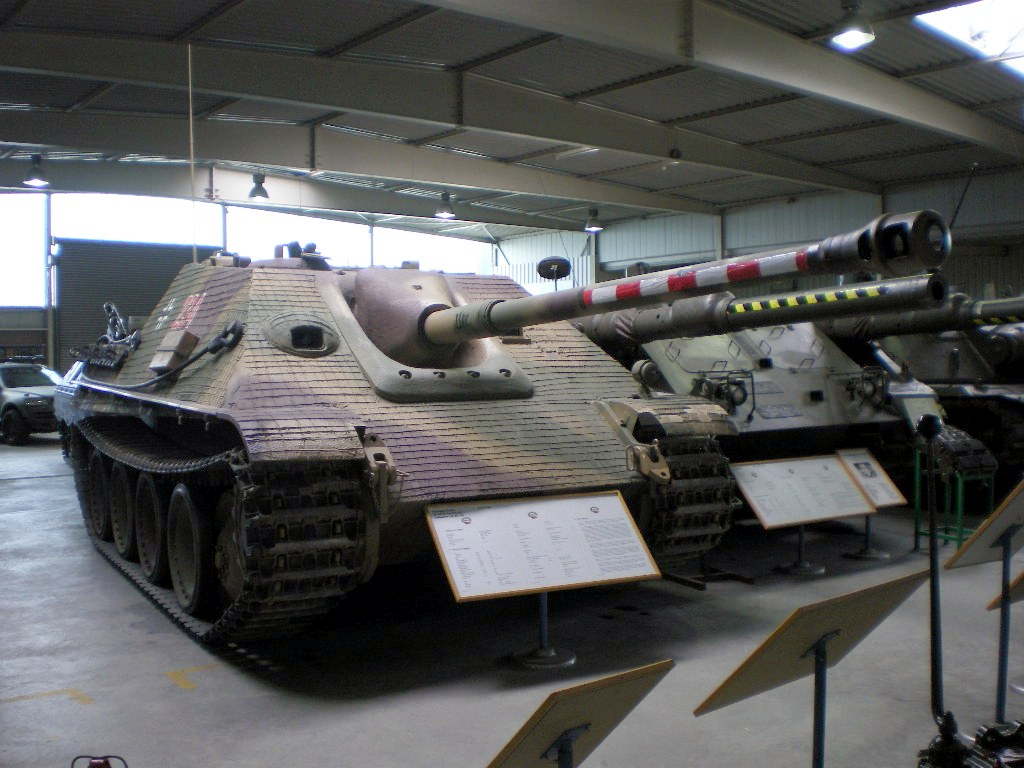
コブレンツ国防技術博物館所有車両